# (3993) Šorm
(3993) Šorm (aussi nommé 1988 VV5) est un astéroïde de la ceinture principale, découvert le 4 novembre 1988.